# Bigpoint
Bigpoint – niemiecka firma zajmująca się produkcją i dystrybucją gier internetowych. Firma powstała w 2002 roku. Jej założycielem był Heiko Hubertza.
Siedziba firmy Bigpoint znajduje się w Hamburgu w Niemczech. Firma posiada też biura w Berlinie, San Francisco, São Paulo i na  Malcie.
Bigpoint stworzył ponad 40 gier w 20 różnych językach. Najpopularniejsze z tych gier to DarkOrbit liczący średnio 80 milionów zarejestrowanych członków oraz Seafight z 47 milionami zarejestrowanych użytkowników. Każdego dnia loguje się średnio 200 000 nowych osób.

## Lista wydanych gier
- ActionLeague
- Battlestar Galactica Online
- BeBees
- Chaoscars
- DarkOrbit
- Deepolis
- Drakensang Online
- Elorian
- Fantasyrama
- Farmerama
- Fussballmanager
- Gangs of Crime
- Germany's Next Top Model – The Game
- Gladius II
- Hellblades
- Icefighter
- K1 Fighter
- K.O. Champs
- Kultan – The World Beyond
- Maestia: The Shattered Light
- Managergames Hockey
- Managergames Soccer
- Odins Land
- Parsec
- Piratestorm
- Popstars – The Game
- Ramacity
- Rising Cities
- Seafight
- Skyrama
- SpeedCars
- SpeedSpace
- The Pimps
- War of Titans
- ZooMumba